# M.C. Restorff
Martin Christian Restorff (26. juni 1816 i København – 24. juli 1897 i Torshavn) var en danskfødt bager, konditor og købmand på Færøerne. Han var konditor i fødebyen København, før han i 1848 drog til Færøerne for at arbejde som bager for den Kongelige Danske Monopolhandel. På Færøerne etablerede han i Tórshavn et bageri og konditori.

## Købmand og brygger
Restorff var tilhænger af frihandel, og da monopolhandelen i 1856 blev ophævet på Færøerne, oprettede han en forretning som afløsning for denne. I de næste 50 år blev dette Færøernes vigtigste handelshus, der drev alsidig import og eksportvirksomhed. Forretningen fik efterhånden 30–40 filialer ude i ørigets bygder.
Alkoholforbudet på Færøerne blev også ophævet i 1856, og M.C. Restorff etablerede derefter bryggeriet Restorffs Bryggjarí, som indtil til 2007 gik i arv i hans efterslægt.

## Omdømme og hæder
Blandt befolkningen i Tórshavn var M.C. Restorff kendt som Gamli Restorff, og blev en folkekær skikkelse blandt byens arbejderklasse, som Restorff drev et suppekøkken for. På Restorffs 80-årsdag i 1896 blev han hædret af Tórshavn bystyre, der udnævnte ham til æresborger.

## Slægt
M.C. Restorff var far til købmand Andreas William Restorff, farfar til bager Frants Restorff og oldefar til forfatteren William Heinesen.
Han var af tysk afstamning, men havde tilknytning til Færøerne via præsten Venceslaus Ulricus Hammershaimb, der skabte det færøske skriftsprog. .

## Ekstern henvisning
1. ↑  M.C. Restorff | Gyldendal - Den Store Danske